# غيلبرت باريت
غيلبرت باريت هو سياسي كندي، ولد في 29 مايو 1941 في كيبك في كندا. نشط حزبياً في الحزب الليبرالي الكندي. وقد انتخب عضو مجلس العموم الكندي.